# Xã Keating, Quận Potter, Pennsylvania
Xã Keating (tiếng Anh: Keating Township) là một xã thuộc quận Potter, tiểu bang Pennsylvania, Hoa Kỳ. Năm 2010, dân số của xã này là 312 người.